# Stari Mikanovci
Stari Mikanovci es un municipio de Croacia en el condado de Vukovar-Sirmia.

## Geografía
Se encuentra a una altitud de 94 m s. n. m. a 247 km de la capital nacional, Zagreb.

## Demografía
En el censo 2011 el total de población del municipio fue de 2 956 habitantes, distribuidos en las siguientes localidades:
- Novi Mikanovci - 573
- Stari Mikanovci - 2 383

| Gráfica de población de Stari Mikanovci 1857-2011                   |
|                                                                     |
| Según los censos de población de la oficina estadística de Croacia. |